# المحامي العام (الولايات المتحدة)
المحامي العام هو محام في القانون تعينه المحاكم وتزوده الدولة أو الحكومات الفيدرالية بتمثيل وتقديم المشورة لأولئك الذين لا يستطيعون تحمل تكاليف استئجار محام خاص. المدافعون العامون هم محامون متفرغون تستخدمهم حكومات الولايات أو الحكومات الفيدرالية في الولايات المتحدة الأمريكية . برنامج الدفاع العام هو واحد من عدة أنواع من المساعدة القانونية الجنائية في الولايات المتحدة.